# Elezioni comunali in Liguria del 1992
Le elezioni comunali in Liguria del 1992 si tennero il 7-8 giugno, il 27-28 settembre e il 13-14 dicembre.

## Provincia di Imperia

### Ventimiglia
| Partito                                                          | Partito                                       | Voti   | %     | Seggi | Differenza (%) | /       |
| ---------------------------------------------------------------- | --------------------------------------------- | ------ | ----- | ----- | -------------- | ------- |
|                                                                  | Democrazia Cristiana                          | 5 024  | 29,04 | 10    | 1,78           | 1       |
|                                                                  | Partito Socialista Italiano                   | 3 535  | 20,43 | 7     | 3,23           | 2       |
|                                                                  | Lega Nord                                     | 1 808  | 10,45 | 3     | -              | 3       |
|                                                                  | Partito Democratico della Sinistra            | 1 599  | 9,24  | 3     | -              | 3       |
|                                                                  | Federazione dei Verdi                         | 1 312  | 7,58  | 2     | -              | 2       |
|                                                                  | Partito Socialista Democratico Italiano       | 1 306  | 7,55  | 2     | 0,65           | Stabile |
|                                                                  | Partito Repubblicano Italiano                 | 960    | 5,55  | 1     | 1,92           | 1       |
|                                                                  | Rifondazione Comunista                        | 831    | 4,80  | 1     | -              | 1       |
|                                                                  | Partito Liberale Italiano                     | 559    | 3,23  | 1     | -              | 1       |
|                                                                  | Movimento Sociale Italiano - Destra Nazionale | 366    | 2,12  | 0     | 2,44           | Stabile |
| Totale                                                           | Totale                                        | 17 300 | 100   | 30    |                |         |
| Votanti                                                          | Votanti                                       | 18 079 | 79,94 |       |                |         |
| Elettori                                                         | Elettori                                      | 22 615 | 100   |       |                |         |
| Fonte: Archivio storico delle elezioni - Ministero dell'Interno. |                                               |        |       |       |                |         |